# Eric Marques
Eric Tinoco Marques (Niterói, 24 de abril de 1919 – 22 de junho de 1976) foi um militar e pentatleta brasileiro.

## Carreira esportiva
O coronel Eric Tinoco Marques foi o primeiro ganhador do pan-americano no individual, em Buenos Aires, em 1951.
Representou o Brasil nos Jogos Olímpicos de 1952 em Helsinque, ficando na 29ª posição no individual, e 6ª por equipes.

### Homenagem
Foi homenageado com o Centro de Pentatlo Moderno Coronel Eric Tinoco Marques, localizado Complexo Esportivo de Deodoro.